# Alessandro Mazzinghi
Alessandro "Sandro" Mazzinghi (ur. 3 października 1938 w Pontedera, zm. 22 sierpnia 2020 tamże) – włoski bokser, zawodowy mistrz świata kategorii lekkośredniej.
Jako amator wystąpił na mistrzostwach Europy w 1961 w Belgradzie, gdzie odpadł w ćwierćfinale wagi lekkośredniej.
Od 1961 walczył jako bokser zawodowy. 7 września 1963 w Mediolanie zdobył tytuł mistrza świata wagi junior średniej wygrywając przez techniczny nokaut w 9. rundzie z obrońcą tytułu Amerykaninem Ralphem Dupasem. W rewanżu 2 grudnia 1963 w Sydney wygrał ponownie przez techniczny nokaut, tym razem w 13. rundzie. W 1964 pokonał w obronie tytułu Tony'ego Montano i Fortunato Mancę.
18 czerwca 1965 Mazzinghi w Mediolanie stracił tytuł mistrza świata przegrywając przez nokaut w 6. rundzie z Nino Benvenutim, który pokonał go również w rewanżu po 15 rundach na punkty 17 grudnia 1965 w Rzymie. 17 czerwca 1966 zdobył pas mistrza Europy EBU po zwycięstwie nad Francuzem Yolandem Leveque. Czterokrotnie skutecznie bronił tego tytułu.
Odzyskał tytuł mistrza świata kategorii junior średniej 26 maja 1968 w Mediolanie zwyciężając obrońcę tytułu Ki-soo Kima z Korei Południowej. 25 października tego samego roku Mazzinghi walczył po raz pierwszy w obronie pasa z Amerykaninem Freddiem Little. Walka została przerwana w 8. rundzie, ponieważ Mazzinghi nie był w stanie jej kontynuować z powodu kontuzji głowy. Została uznana za nieodbytą (no contest), ale WBA i WBC pozbawiły Mazzinghiego tytułu.
Mazzinghi wycofał się z uprawiania boksu w 1970, ale w latach 1977-1978 stoczył jeszcze trzy walki, zanim ostatecznie zakończył karierę.
Jego starszy brat Guido również był bokserem, ćwierćfinalistą igrzysk olimpijskich w 1952 w Helsinkach.